# Microcrambus expansellus
Microcrambus expansellus là một loài bướm đêm trong họ Crambidae.